# Gran Premi de Iugoslàvia de motociclisme
|  | Aquest article tracta sobre velocitat. Si cerqueu informació sobre motocròs, vegeu «Gran Premi de Iugoslàvia de Motocròs». |

El Gran Premi de Iugoslàvia de motociclisme fou un esdeveniment esportiu que es disputà en 21 ocasions entre el 1969 i el 1990 al Circuit de Rijeka (després d'algunes edicions inicials al d'Opatija) dins del calendari del Campionat del món de motociclisme. L'esdeveniment fou conegut també com a Gran Premi de l'Adriàtic fins a 1970.

## Noms oficials i patrocinadors
- 1969–1970: Velika nagrada Jadrana/Adriatic Grand Prix/Grand-Prix de l'Adriatique[1]
- 1972–1974, 1977: Velika Nagrada Jugoslavije/Grand Prix de Yougoslavie (sense patrocinador oficial)[2]
- 1975–1976, 1978–1980: Velika Nagrada Jugoslavije (sense patrocinador oficial)[3]
- 1981, 1983–1989: Yu Grand Prix (sense patrocinador oficial)[4]
- 1982: Yu Grand (sense patrocinador oficial)[5]
- 1990: Yu Grand Prix/Velika Nagrada Jugoslavije (sense patrocinador oficial)[6]

## Circuits emprats

Circuit d'Opatija, emprat el 1969–1977.
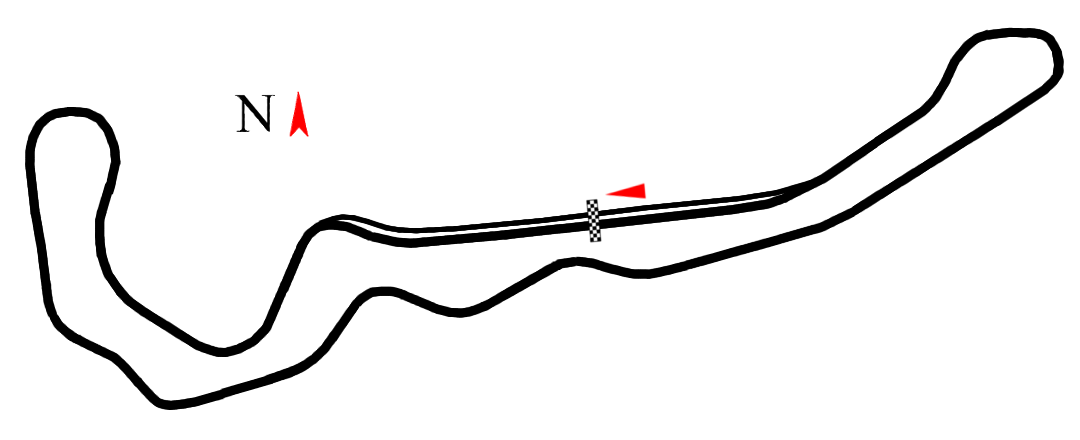
Circuit de Rijeka, emprat el 1978–1990.

## Guanyadors múltiples

### Pilots
| # Victòries | Pilot              | Victòries | Victòries        |
| # Victòries | Pilot              | Categoria | Anys             |
| ----------- | ------------------ | --------- | ---------------- |
| 6           | Dieter Braun       | 250cc     | 1973, 1975, 1976 |
| 6           | Dieter Braun       | 125cc     | 1969, 1970, 1975 |
| 5           | Ángel Nieto        | 125cc     | 1978, 1979       |
| 5           | Ángel Nieto        | 50cc      | 1970, 1975, 1977 |
| 4           | Jorge Martínez     | 125cc     | 1988             |
| 4           | Jorge Martínez     | 50cc      | 1986, 1987, 1988 |
| 3           | Giacomo Agostini   | 500cc     | 1970             |
| 3           | Giacomo Agostini   | 350cc     | 1970, 1974       |
| 3           | Kent Andersson     | 125cc     | 1972, 1973, 1974 |
| 3           | Ricardo Tormo      | 50cc      | 1978, 1980, 1981 |
| 3           | Eugenio Lazzarini  | 125cc     | 1982             |
| 3           | Eugenio Lazzarini  | 50cc      | 1979, 1982       |
| 3           | Freddie Spencer    | 500cc     | 1983, 1984       |
| 3           | Freddie Spencer    | 250cc     | 1985             |
| 3           | Stefan Dörflinger  | 80cc      | 1984, 1985       |
| 3           | Stefan Dörflinger  | 50cc      | 1983             |
| 3           | Sito Pons          | 250cc     | 1986, 1988, 1989 |
| 2           | János Drapál       | 350cc     | 1972, 1973       |
| 2           | Pier Paolo Bianchi | 125cc     | 1976, 1977       |
| 2           | Gregg Hansford     | 350cc     | 1978             |
| 2           | Gregg Hansford     | 250cc     | 1978             |
| 2           | Anton Mang         | 350cc     | 1981             |
| 2           | Anton Mang         | 250cc     | 1980             |
| 2           | Eddie Lawson       | 500cc     | 1985, 1986       |
| 2           | Carlos Lavado      | 250cc     | 1983, 1987       |
| 2           | Wayne Gardner      | 500cc     | 1987, 1988       |

### Constructors
| # Victòries | Constructor | Victòries | Victòries                                |
| # Victòries | Constructor | Categoria | Anys                                     |
| ----------- | ----------- | --------- | ---------------------------------------- |
| 20          | Yamaha      | 500cc     | 1979, 1985, 1986, 1990                   |
| 20          | Yamaha      | 350cc     | 1972, 1973, 1974, 1975, 1976, 1977       |
| 20          | Yamaha      | 250cc     | 1973, 1974, 1975, 1976, 1982, 1983, 1987 |
| 20          | Yamaha      | 125cc     | 1972, 1973, 1974                         |
| 10          | Honda       | 500cc     | 1983, 1984, 1987, 1988,                  |
| 10          | Honda       | 250cc     | 1985, 1986, 1988, 1989, 1990             |
| 10          | Honda       | 125cc     | 1990                                     |
| 6           | Kreidler    | 50cc      | 1972, 1973, 1975, 1976, 1979, 1980       |
| 6           | Morbidelli  | 250cc     | 1977, 1979                               |
| 6           | Morbidelli  | 125cc     | 1975, 1976, 1977, 1983                   |
| 5           | Kawasaki    | 350cc     | 1978, 1979, 1981                         |
| 5           | Kawasaki    | 250cc     | 1978, 1980                               |
| 5           | Derbi       | 125cc     | 1988                                     |
| 5           | Derbi       | 80cc      | 1986, 1987, 1988                         |
| 5           | Derbi       | 50cc      | 1970                                     |
| 5           | Suzuki      | 500cc     | 1981, 1982, 1989                         |
| 5           | Suzuki      | 125cc     | 1969, 1970                               |
| 3           | MV Agusta   | 500cc     | 1970, 1972                               |
| 3           | MV Agusta   | 350cc     | 1970                                     |
| 3           | Bultaco     | 50cc      | 1977, 1978, 1981                         |
| 3           | Minarelli   | 125cc     | 1978, 1979, 1981                         |
| 3           | Krauser     | 80cc      | 1985, 1989                               |
| 3           | Krauser     | 50cc      | 1983                                     |
| 2           | Garelli     | 125cc     | 1982                                     |
| 2           | Garelli     | 50cc      | 1982                                     |

## Guanyadors per any
| Any  | Circuit | 80 cc             | 125 cc            | 250 cc             | 500 cc          | Detalls |
| ---- | ------- | ----------------- | ----------------- | ------------------ | --------------- | ------- |
| 1990 | Rijeka  |                   | Stefan Prein      | Carles Cardús      | Wayne Rainey    | Detalls |
| 1989 | Rijeka  | Peter Öttl        |                   | Sito Pons          | Kevin Schwantz  | Detalls |
| 1988 | Rijeka  | Jorge Martínez    | Jorge Martínez    | Sito Pons          | Wayne Gardner   | Detalls |
| 1987 | Rijeka  | Jorge Martínez    |                   | Carlos Lavado      | Wayne Gardner   | Detalls |
| 1986 | Rijeka  | Jorge Martínez    |                   | Sito Pons          | Eddie Lawson    | Detalls |
| 1985 | Rijeka  | Stefan Dörflinger |                   | Freddie Spencer    | Eddie Lawson    | Detalls |
| 1984 | Rijeka  | Stefan Dörflinger |                   | Manfred Herweh     | Freddie Spencer | Detalls |
|      |         | 50 cc             | 125 cc            | 250 cc             | 500 cc          |         |
| 1983 | Rijeka  | Stefan Dörflinger | Bruno Kneubühler  | Carlos Lavado      | Freddie Spencer | Detalls |
| 1982 | Rijeka  | Eugenio Lazzarini | Eugenio Lazzarini | Didier de Radiguès | Franco Uncini   | Detalls |

| Any  | Circuit | 50 cc             | 125 cc             | 250 cc            | 350 cc             | 500 cc           | Detalls |
| ---- | ------- | ----------------- | ------------------ | ----------------- | ------------------ | ---------------- | ------- |
| 1981 | Rijeka  | Ricardo Tormo     | Loris Reggiani     |                   | Anton Mang         | Randy Mamola     | Detalls |
| 1980 | Rijeka  | Ricardo Tormo     | Guy Bertin         | Anton Mang        |                    |                  | Detalls |
| 1979 | Rijeka  | Eugenio Lazzarini | Angel Nieto        | Graziano Rossi    | Kork Ballington    | Kenny Roberts    | Detalls |
| 1978 | Rijeka  | Ricardo Tormo     | Angel Nieto        | Gregg Hansford    | Gregg Hansford     |                  | Detalls |
| 1977 | Opatija | Angel Nieto       | Pier Paolo Bianchi | Mario Lega        | Takazumi Katayama  |                  | Detalls |
| 1976 | Opatija | Ulrich Graf       | Pier Paolo Bianchi | Dieter Braun      | Olivier Chevallier |                  | Detalls |
| 1975 | Opatija | Angel Nieto       | Dieter Braun       | Dieter Braun      | Pentti Korhonen    |                  | Detalls |
| 1974 | Opatija | Henk van Kessel   | Kent Andersson     | Chas Mortimer     | Giacomo Agostini   |                  | Detalls |
| 1973 | Opatija | Jan de Vries      | Kent Andersson     | Dieter Braun      | János Drapál       | Kim Newcombe     | Detalls |
| 1972 | Opatija | Jan Bruins        | Kent Andersson     | Renzo Pasolini    | János Drapál       | Alberto Pagani   | Detalls |
| 1970 | Opatija | Angel Nieto       | Dieter Braun       | Santiago Herrero  | Giacomo Agostini   | Giacomo Agostini | Detalls |
| 1969 | Opatija | Paul Lodewijkx    | Dieter Braun       | Kelvin Carruthers | Silvio Grassetti   | Godfrey Nash     | Detalls |